# Zastave (Parni valjak)
Zastave je petnaesti studijski album Parnog valjka. Ovaj album je totalna suprotnost od prošlog - na ovom su pretežno balade. Najveći hit s albuma je pjesma "U ljubav vjerujem", a nisu nepoznate ni naslovna pjesma ni "Mijenjam se". Autori pjesme "Mala laž" su M. Brkić-M. Trošelj/H. Hasanefendić, sve ostale je napisao Husein Hasanefendić - Hus. I na ovom albumu je duet: "Sanjam" gdje su vokali Aki i Hus.

## Popis pjesama

### Standardne
1. Dosta (3:46)
2. Mijenjam se (4:27)
3. Zastave (5:08)
4. Sanjam (5:09)
5. Romansa (Sada bih drugačije) (4:22)
6. Mala laž (5:15)
7. Lutrija (5:33)
8. Kada kola krenu nizbrdo (4:56)
9. U ljubav vjerujem (3:59)
10. Zapjevaj (4:42)

### Bonusi
- U izdanju Croatia Recordsa kao deseta pjesma javlja se "Zapjevaj" (4:42), ukupno trajanje te verzije je 47:11 min.

- U izdanju Košave nalaze se dva bonusa: kratki instrumental "Gitarae elementarae" (1:34) i koncertna verzija pjesme "Ivana" (4:28), ukupno trajanje te verzije je 48:32 min.

## Izvođači
- vokal - Aki Rahimovski
- gitare - Marijan Brkić - Brk
- klavijature - Berislav Blažević - Bero
- bubnjevi - Dražen Šolc
- bas, vokali - Zorislav Preksavec - Preksi
- gitara, vokali - Husein Hasanefendić - Hus

## Gosti
- prateći vokali - Tina Rupčić i Martina Matić
- bubnjevi na 1,3,5,7,8,9 i loop na 6 - Damir Šomen
- udaraljke na 8,9 - Hrvoje Rupčić
- synth brass na 9 - Neven Frangeš
- trombon na 8 - Nenad Grahovac
- mandolina na 10 - Eduard Matešić
- dobro na 10 - Davor Rodik

## Vanjske poveznice
- Album na službenoj stranici sastava
- Album na stranici discogs.com